# Romain Grosjean
Romain Grosjean, född 17 april 1986 i Genève, är en schweizisk-fransk racerförare som tävlar med fransk förarlicens som för närvarande tävlar för Dale Coyne Racing i Indycar Series. Han gjorde sin debut i Indycar 2021 efter att ha lämnat Formel 1-stallet Haas efter säsongen 2020.
Grosjean tävlade för Renault F1 i Formel 1 under slutet av säsongen 2009, men fick inte förnyat kontrakt till 2010. Efter att ha vunnit GP2 Series överlägset säsongen 2011, skrev han återigen kontrakt med Formel 1-teamet, som då bytt namn till Lotus F1 Team, för säsongen 2012. Han fortsatte i stallet 2013, 2014 och 2015. Från 2016 till 2020 körde han för det amerikanska stallet Haas. Den 22 oktober 2020 meddelade Romain Grosjean att han lämnar Haas efter säsongen.

## Racingkarriär

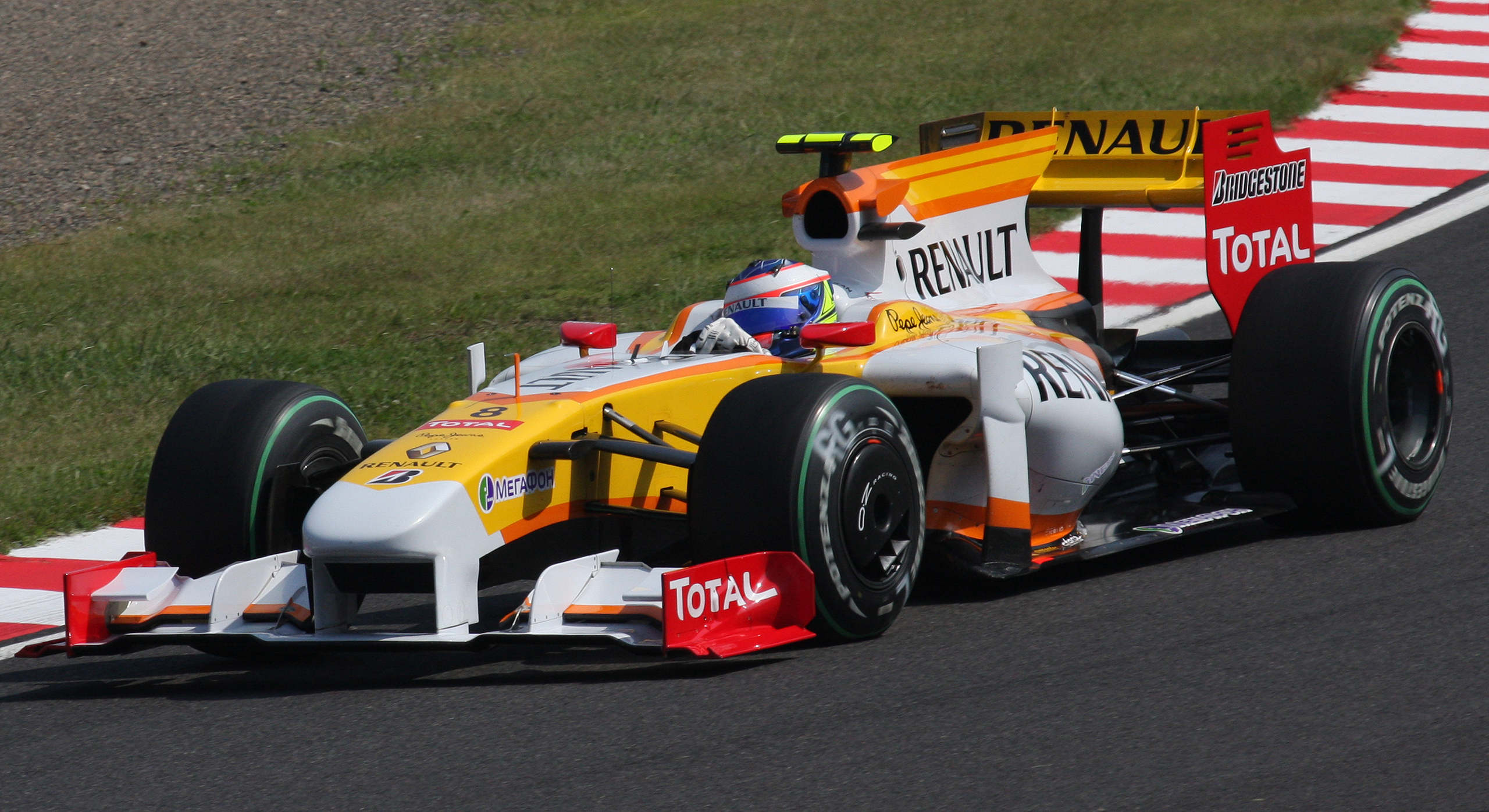
Romain Grosjean under den fria träningen inför Japans Grand Prix 2009.

Grosjean vann Formula 3 Euro Series efter en oerhört stark och jämn säsong 2007. Han inledde säsongen 2008 i GP2 Asia Series och vann båda racen på Dubai Autodrome. Han ryckte därmed åt sig en tidig serieledning. Efter två misslyckade helger i Indonesien och Malaysia, visade Grosjean dock sin klass med en överlägsen seger i Bahrain. Trots att han bröt det andra racet, efter att ha tappat en överlägsen ledning på grund av fel på bromsarna, säkrade han mästerskapet. Han vann sedan det första racet under den sista tävlingshelgen.
Senare under 2008 blev Grosjean testförare för Renault i Formel 1 och körde även för ART Grand Prix i GP2 Series, där han slutade fyra i mästerskapet 2008. Säsongen 2009 körde Grosjean för Barwa Addax, där han blev stallkamrat med Vitalij Petrov.
Efter Ungerns Grand Prix 2009 i Formel 1 ersatte Grosjean Nelsinho Piquet, som fått sparken av Renault. Det blev bara sju tävlingar i Formel 1 innan han började köra i FIA GT1-VM 2010 tillsammans med tysken Thomas Mutsch och vann formelbilsmästerskapet Auto GP. År 2011 var han tillbaka i GP2 Series och vann mästerskapet överlägset, för att sedan skriva ett kontrakt med Lotus F1 Team (det som tidigare hette Renault F1) inför säsongen 2012. Han tog tre pallplatser under säsongen men blev mest ihågkommen för sina krascher, framförallt den i Belgien, som ledde till avstängning i ett lopp. 
Grosjean fortsatte med Lotus 2013, då han tog sex pallplaceringar, men alltför många nollpoängare innebar att han inte blev bättre än sjua i förarmästerskapet. 2014 blev ett mellanår i Formel 1. Lotus-bilen var alltför långsam och han lyckades bara ta poäng vid två tillfällen. Han fortsatte hos Lotus 2015.Året efter gick Grosjean till det nystartade Haas-teamet. Den 22 oktober 2020 meddelade Romain Grosjean tillsammans med lagkollegan Kevin Magnussen att de lämnar Haas efter säsongen.

## F1-karriär
| Säsong            | Stall/Tillverkare | Placering         | Lopp | Poäng | Etta | Tvåa | Trea | Pole | Varv |
| ----------------- | ----------------- | ----------------- | ---- | ----- | ---- | ---- | ---- | ---- | ---- |
| 2009              | Renault           | 23                | 7    | 0     | 0    | 0    | 0    | 0    | 0    |
| 2012              | Lotus-Renault     | 8                 | 20   | 96    | 0    | 1    | 2    | 0    | 1    |
| 2013              | Lotus-Renault     | 7                 | 19   | 132   | 0    | 1    | 5    | 0    | 0    |
| 2014              | Lotus-Renault     | 14                | 19   | 8     | 0    | 0    | 0    | 0    | 0    |
| 2015              | Lotus-Mercedes    | 11                | 19   | 51    | 0    | 0    | 1    | 0    | 0    |
| 2016              | Haas-Ferrari      | 13                | 21   | 29    | 0    | 0    | 0    | 0    | 0    |
| 2017              | Haas-Ferrari      | 13                | 20   | 28    | 0    | 0    | 0    | 0    | 0    |
| 2018              | Haas-Ferrari      | 14                | 21   | 37    | 0    | 0    | 0    | 0    | 0    |
| 2019              | Haas-Ferrari      | 18                | 21   | 8     | 0    | 0    | 0    | 0    | 0    |
| 2020              | Haas-Ferrari      | 19                | 15   | 2     | 0    | 0    | 0    | 0    | 0    |
| Sammanlagt (2020) | Sammanlagt (2020) | Sammanlagt (2020) | 181  | 391   | 0    | 2    | 8    | 0    | 1    |

| 1. Kanada 2012 2. USA 2013 |

| 1. Bahrain 2012 2. Ungern 2012 3. Bahrain 2013 4. Tyskland 2013 5. Korea 2013 6. Japan 2013 7. Indien 2013 8. Belgien 2015 |